# Minecraft - Volume Alpha
Minecraft - Volume Alpha è un album del musicista ambient tedesco Daniel Rosenfeld, in arte C418 pubblicato il 4 marzo 2011. Rappresenta la colonna sonora ufficiale del videogioco sandbox Minecraft, creato da Markus "Notch" Persson. Quest'ultimo, infatti, era un abituale visitatore del sito dove Rosenfeld pubblicava i suoi album, chiamato Bandcamp, e, sentendo i pezzi del musicista, ha deciso di prenderlo come compositore della colonna sonora del suo videogame.
Musicalmente, l'album si compone di ben 24 tracce di breve durata che variano dall'ambient più puro a brani più ritmici.
Alcuni dei pezzi sono stati esclusi dal gioco e le tracce "Droopy Likes Your Face" e "Droopy Likes Ricochet" sono bonus tracks, riprese dal suo precedente album "Life Changing Moments Seems Minor in Pictures".
Inoltre, nell'album sono assenti i brani dei dischi che si possono inserire nel jukebox in Minecraft, successivamente inclusi in un album digitale chiamato Minecraft - Volume Beta.

## Tracce
Tutti i brani sono stati composti, eseguiti e prodotti da Daniel Rosenfeld.
1. Key – 1:05
2. Door – 1:51
3. Subwoofer Lullaby – 3:28
4. Death – 0:41
5. Living Mice – 2:57
6. Moog City – 2:40
7. Haggstrom – 3:24
8. Minecraft – 4:14
9. Oxygène – 1:05
10. Équinoxe – 1:54
11. Mice on Venus – 4:41
12. Dry Hands – 1:08
13. Wet Hands – 1:30
14. Clark – 3:11
15. Chris – 1:27
16. Thirteen – 2:56
17. Excuse – 2:04
18. Sweden – 3:35
19. Cat (In stereo (Cat è in mono su Minecraft)) – 3:06
20. Dog – 2:25
21. Danny – 4:14
22. Beginning – 1:42
23. Droopy Likes Richochet – 1:36
24. Droopy Likes Your Face – 1:56

Durata totale: 58:50